# Strathclydská univerzita
Strathclydská univerzita (anglicky: University of Strathclyde) je veřejná výzkumná univerzita ve skotském městě Glasgow, ve Spojeném království. Byla založena v roce 1796 jako Andersonian Institute (podle svého zakladatele, přírodovědce Johna Andersona) a je druhou nejstarší univerzitou v Glasgow. Získala královskou výsadu v roce 1964 jako první technická univerzita ve Spojeném království. V současnosti je se zhruba 25 tisíci studenty třetí největší univerzitou ve Skotsku. Název je odvozen od historického království Strathclyde. Kampus se nachází převážně ve čtvrti Townhead, na severovýchodě centra Glasgowa.